# 伍德蘭海灘 (特拉華州)
伍德蘭海灘（英語：Woodland Beach）是位於美國特拉華州肯特縣的一個非建制地區。該地的面積和人口皆未知。

## 地理
伍德蘭海灘的座標為39°20′00″N 75°28′29″W / 39.33333°N 75.47472°W，而該地的平均海拔高度為1米（即3英尺）。